# Bazina (Archäologie)

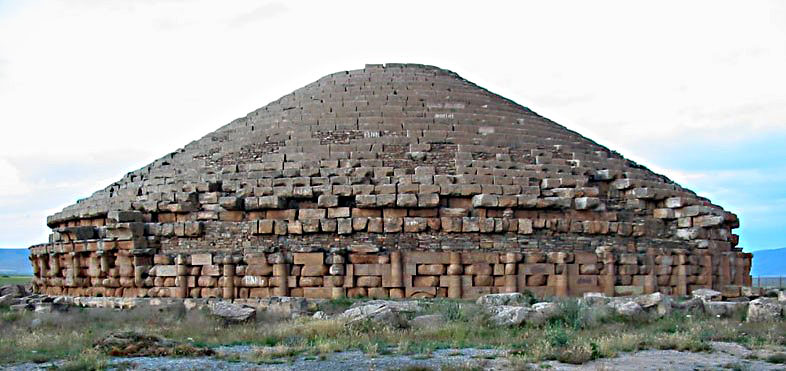
Medracen bei Batna, Algerien

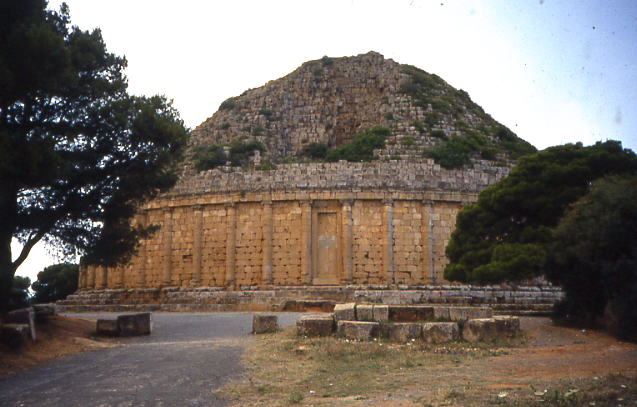
Königsgrab bei Tipaza, Algerien

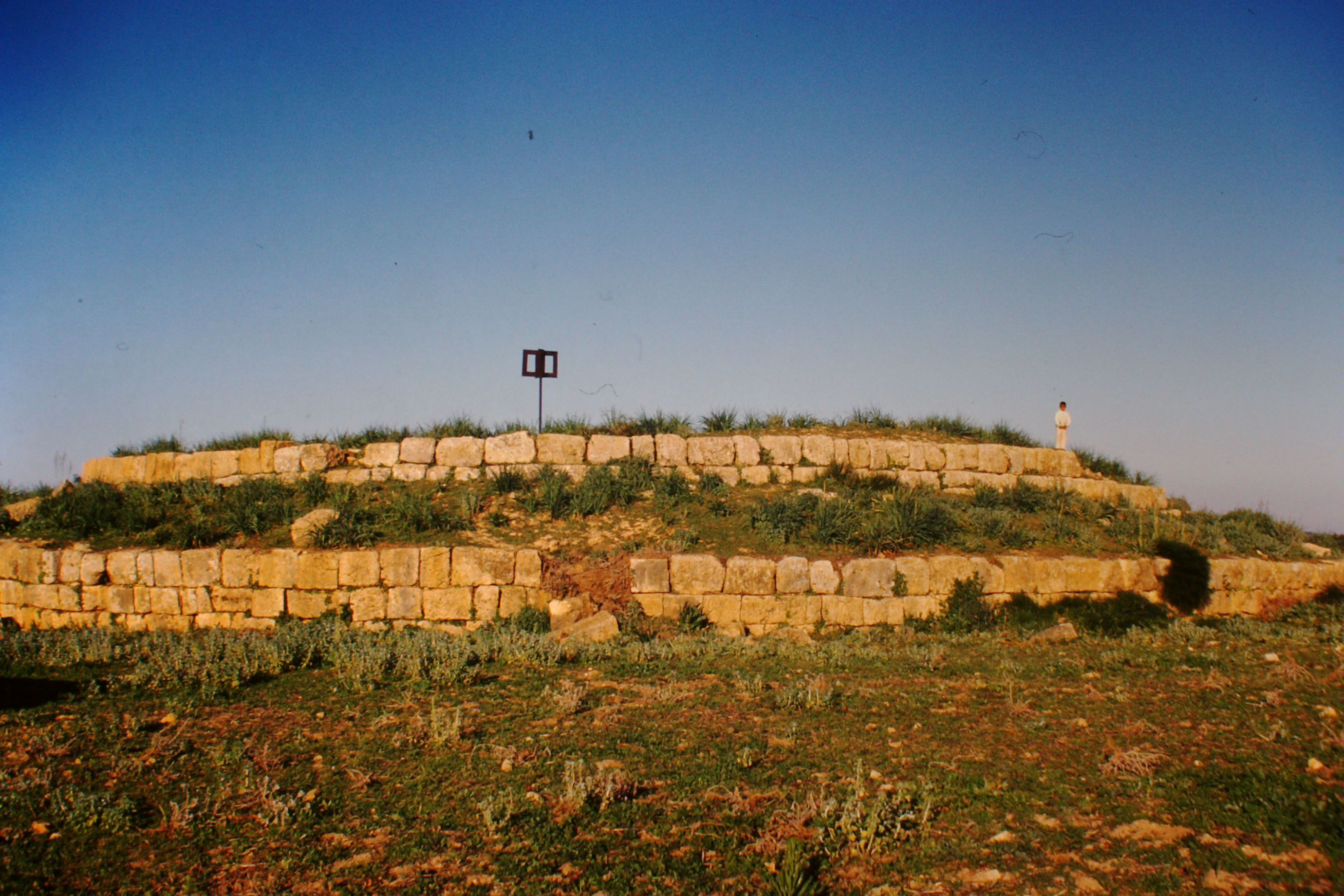
El Gour bei Meknès, Marokko

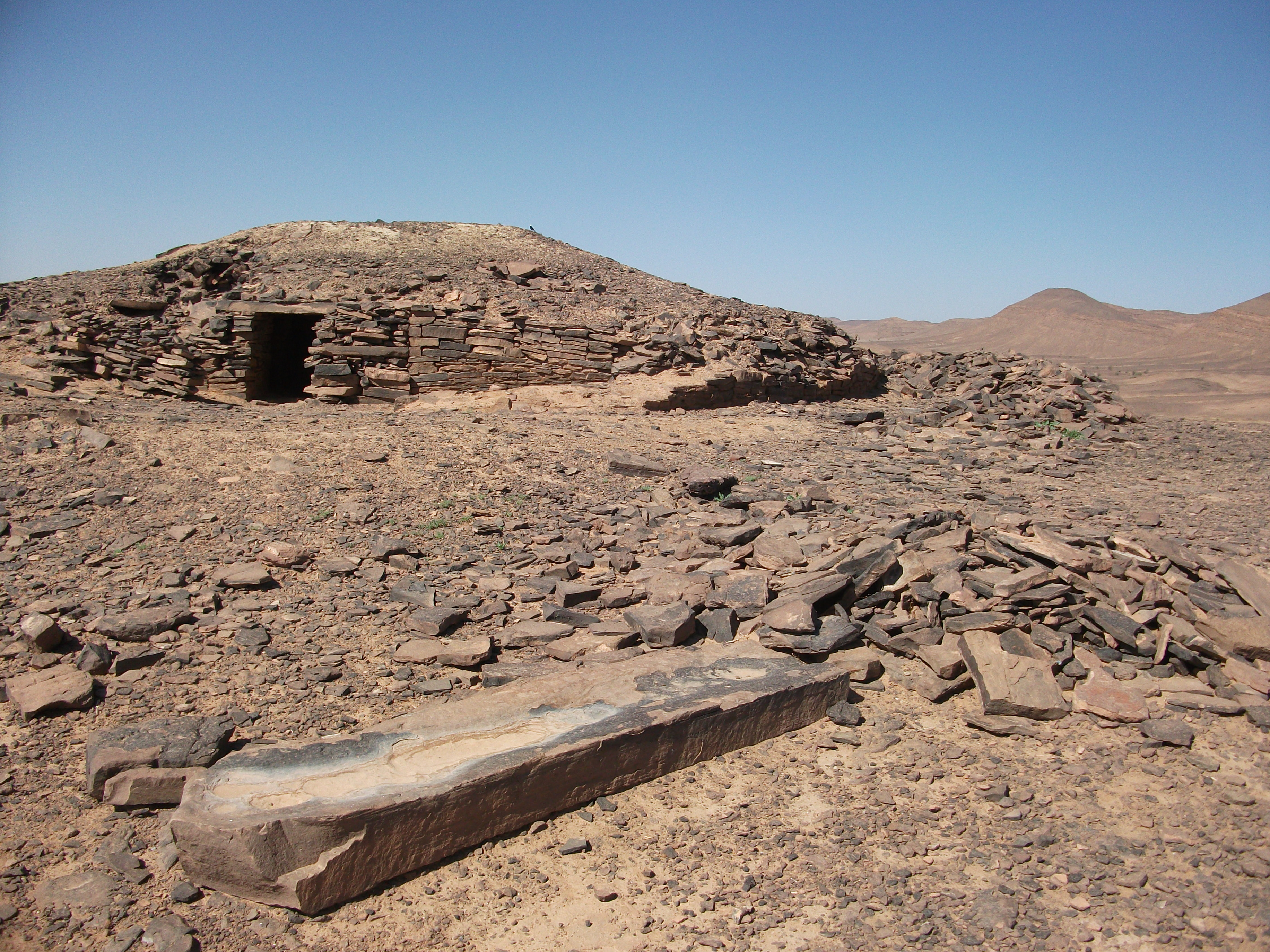
Tumulus bei Taouz, Marokko

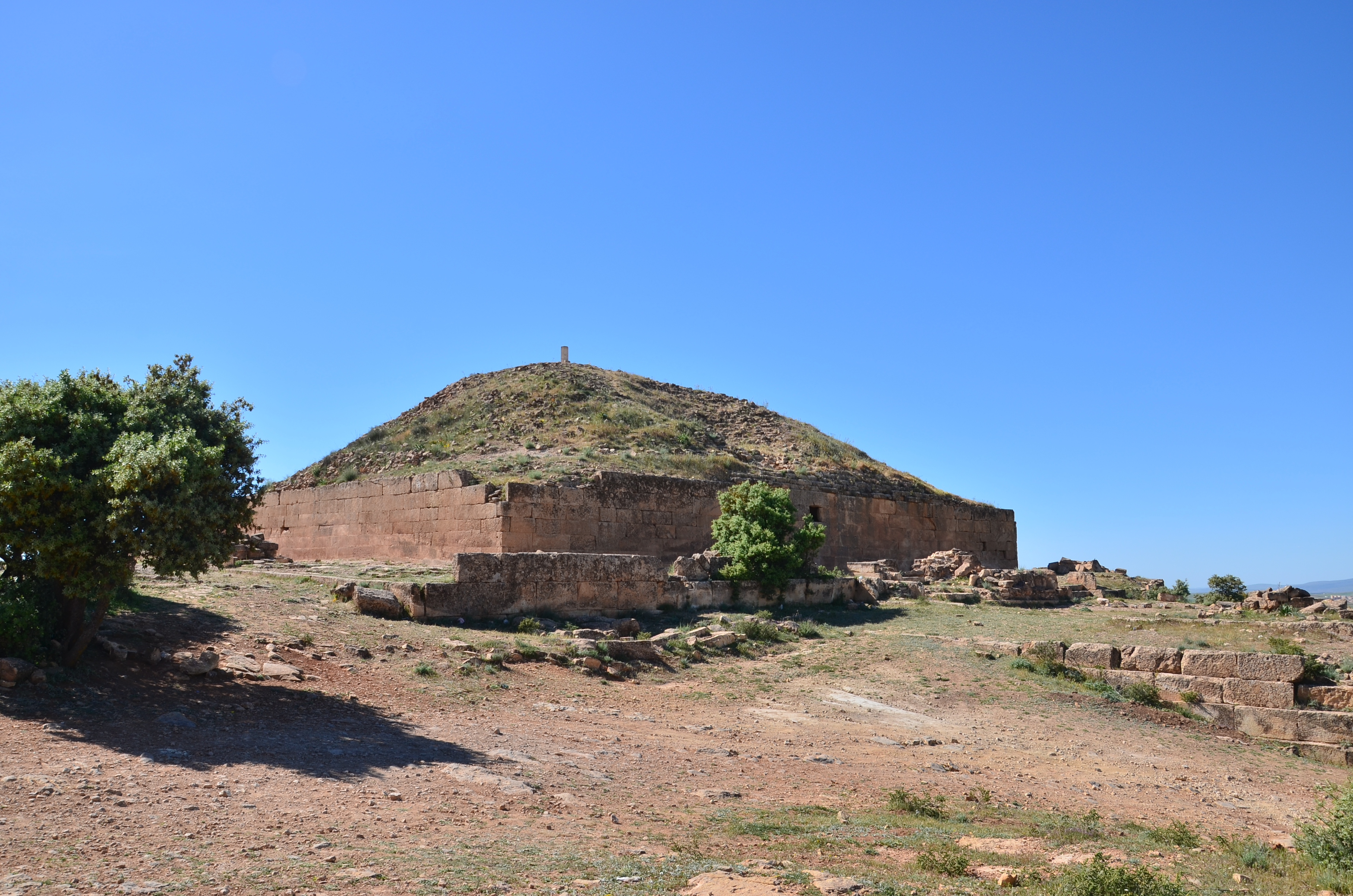
Jedar bei Frenda, Algerien

Die Bazina (Berbersprachen, deutsch „Erdhügel“) ist ein meist zweigeschossiges, rundes und von Steinmauern eingefasstes Hügelgrab (Tumulus) in den von Berbern bewohnten Gebieten des Maghreb. Das ausgefeilte Konstruktionsprinzip, wie es in den Anlagen von Batna, Chellala, Frenda, Tamda, Tiaret und Tipaza (alle in Nordalgerien) zu beobachten ist, setzt eine lange Entwicklung und wohl auch fremde architektonische Einflüsse voraus.

## Beschreibung
Ursprünglich handelt sich bei den Bazinas des Maghreb um kreisförmige Grabmonumente, wobei die Außenhaut aus Trockenmauerwerk oder größeren Steinplatten besteht und das Innere mit Erde oder Sand aufgeschüttet wurde. Die bei den einfachen Bauten (→ Weblinks) im – in der damaligen Zeit wohl noch pflanzen- und tierreichen – Saharagebiet nicht vorhandenen bzw. nicht erhaltenen hügelartigen Aufbauten der späteren Bazinas lassen auf Bezüge zu den auch im Norden Afrikas (z. B. in Volubilis) vorkommenden Tumuli schließen. Diese entwickelten sich – vielleicht unter ägyptischem Einfluss (→ Mastabas) – möglicherweise in einer späteren Periode zu den meist zweigeschossigen, im Obergeschoss zurückgestuften Steinkonstruktionen, die ihre Rundhügelform jedoch beibehielten.
Mitunter nehmen die Bazinas der Spätzeit sowohl in der Fläche als auch in der Höhe große Ausmaße an, die an die großen Cromlechs und Grabtumuli der Megalithkulturen (vgl. Table des Marchand, Gavrinis oder Newgrange) erinnern, doch anders als bei den großen megalithischen Grabbauten Europas war die Grabstätte verschlossen, so dass – zumindest bei den späten Bauten – kein Eingang und damit verbunden keine irgendwie geartete astronomische Orientierung erkennbar ist. Außerdem erhielten die hier Bestatteten üblicherweise keine Grabkammer, sondern wurden in oder unterhalb der aufgeschütteten Erde beigesetzt.

## Geschichte
Gabriel Camps sah in den 1950er Jahren die Bazinas des nördlichen Maghreb noch als Vorläufer der lokalen Megalithanlagen an; diese Hypothese ist durch die zunehmende Rückdatierung der Megalithbauten auf Malta, des Cromlech von M'Soura (Marokko) und der tunesischen Bauten bei Ellès und Makthar hinfällig geworden. Die sich daran anschließende Vermutung, dass die Bazinas in der Tradition der neolithischen Rundbauten – wie dem Steinkreis von M'zora oder den Tempeln auf Malta – stehen, ist dagegen nicht ganz auszuschließen. Die Fortschreibung der Megalithtradition vom Neolithikum bis zu den Bazinas ist allerdings nicht unproblematisch, denn in postneolithischer Zeit kam die Tradition des Bauens mit Monolithen zum Erliegen.
Die Rundform und die Zweigeschossigkeit der Bazinas stellt mit einer gewissen Wahrscheinlichkeit eine eigenständige Entwicklung der nordafrikanischen Berbervölker in der nachneolithischen Zeit, d. h. im 2. und 1. Jahrtausend v. Chr. dar, wobei ein Rückgriff auf megalithische Tumuli nicht von der Hand zu weisen ist. Die architektonischen Elemente (Halbsäulen mit Kapitellen) an den Außenmauern einiger Großbauten der Spätzeit erinnern stark an hellenistische oder provinzialrömische Bautraditionen, wie sie beispielsweise auch am Amphitheater von El Djem, Tunesien (3. Jh. n. Chr.) sichtbar werden.

## Symbolik
Die Kreisform der Bazinas ist eng verknüpft mit der Grenzenlosigkeit und Unendlichkeit des Himmelsgewölbes. Sie unterscheidet sich damit deutlich von der über Jahrtausende beibehaltenen Tradition der in ihrem Grundriss rechteckigen Nomadenzelte (Berberzelt) und den aus späterer Zeit stammenden ersten Wohnbauten aus Lehm oder Stein (tighremt). Letztere könnten im Zusammenhang zu den im Grundriss quadratischen Bauten (jedars) in der Provinz Tiaret stehen, die oft auch als „Pyramiden“ bezeichnet werden, obwohl zu diesen weder eine zeitliche noch eine räumliche Kontinuität besteht.